# Montagem through-hole

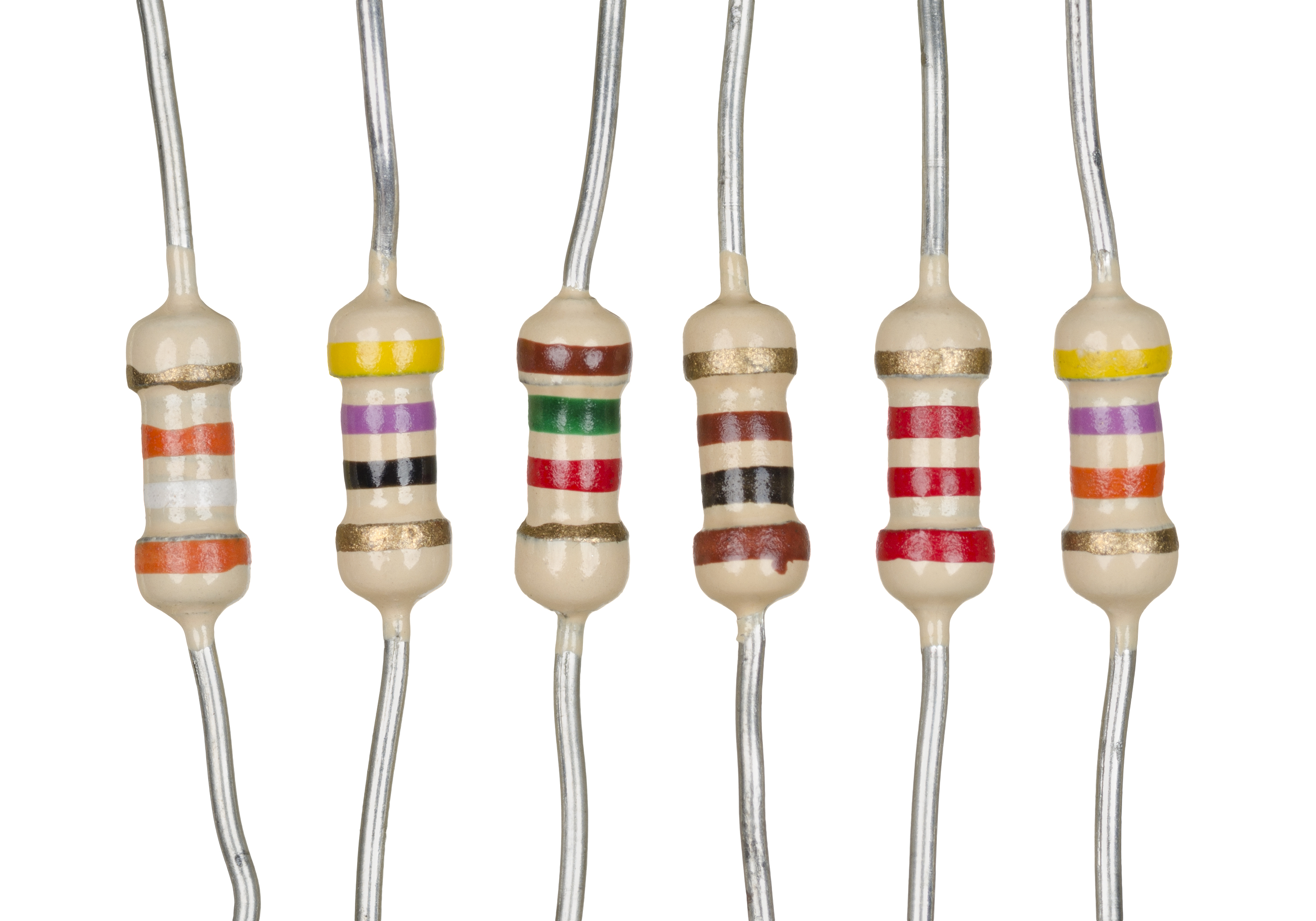
Resistores through-hole.

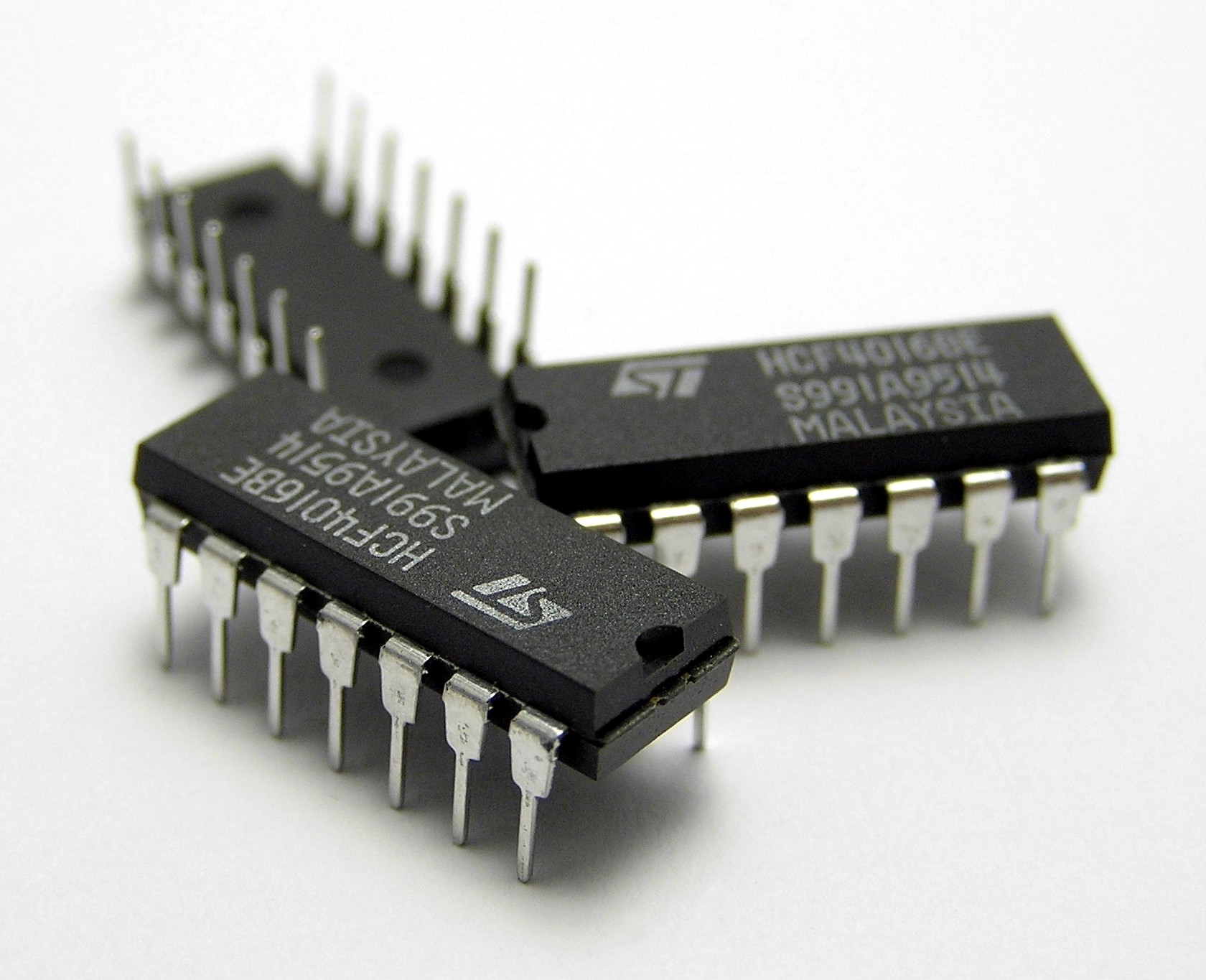
CI's em encapsulamento DIP through-hole.

Montagem through-hole, também denominada tecnologia through-hole ou simplesmente thru-hole, refere-se a um esquema de montagem usado em componentes eletrônicos e que envolve o uso de pinos dos componentes que são inseridos em buracos abertos nas PCBs e soldados a superfícies no lado oposto. Esses componentes são geralmente chamados de componentes PTH (pin through hole).
Apesar do grande avanço tecnológico com o surgimento dos componentes SMDs, os designers de placas de circuito impressos não conseguiram se desfazer dos componentes PTH, isso porque os componentes PTH conferem resistência mecânica tornando-a mais duradoura a vida útil do produto. Os componentes PTH são fixados na PCI, por meio de furos metalizados denominados de barrel, o que por consequência torna mais cara a fabricação da PCI. Elas também limitam a área de roteamento disponível para trilhas em camadas imediatamente abaixo da camada superior em placas multiníveis visto que os buracos devem passar através de todas as camadas até o lado oposto. Tendo isso em vista, técnicas de montagem through-hole são geralmente reservadas para componentes mais volumosos tais como capacitores eletrolíticos, conectores de diversos tamanhos, ou semicondutores em encapsulamentos maiores tais como o TO220 que exige um esforço maior de montagem.

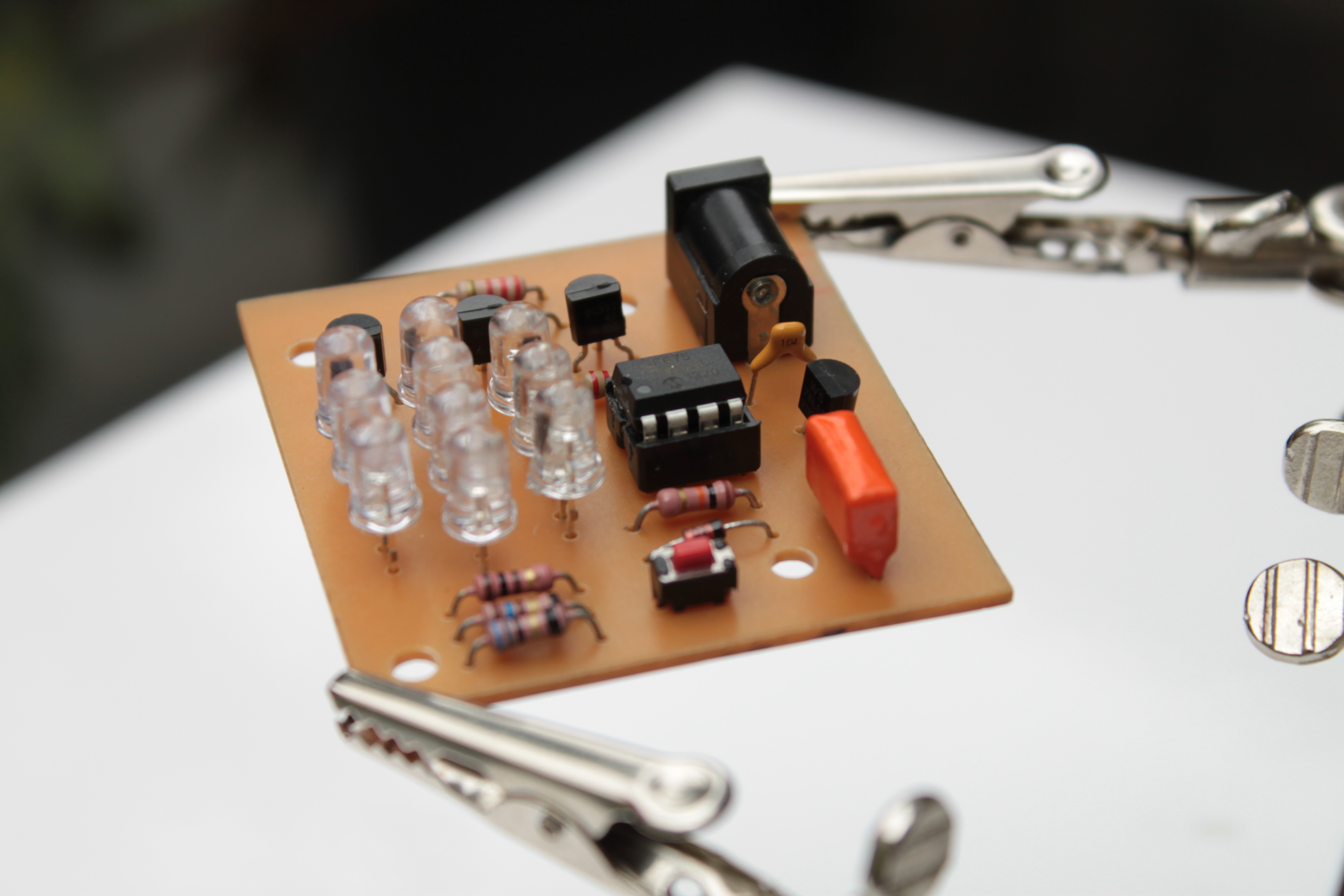
Placa de circuito com montagem through-hole.

Engenheiros de design frequentemente preferem a técnica through-hole à montagem de superfície quando constroem protótipos, porque são mais fáceis de lidar, inserir e soldar. Um princípio básico para criar um through-hole numa PCB é fazer o diâmetro do orifício 0.008” (0,2 mm) maior do que o diâmetro do terminal. A instalação de partes through-hole discretas (isto é resistores, capacitores e diodos), é feito curvando-se os terminais 90 graus no mesmo sentido, inserindo parte na placa, dobrando os terminais localizados na parte inferior da placa em direções opostas para melhorar a resistência mecânica das peças; finalmente, soldando os terminais de modo tal que a solda atravesse ambos os lados da placa.

## Ligação dos componentes

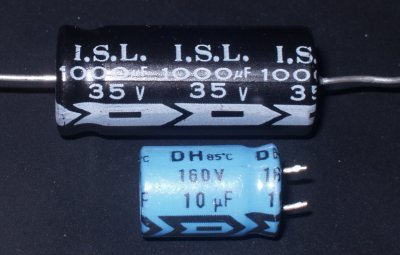
Capacitor com ligação axial (superior) e capacitor com ligação radial (inferior)

Existem três tipos de ligação para montagem through-hole, dependendo do componente utilizado.
A ligação axial é aquela onde os condutores são colocados nas extremidades do componente, assim ficando paralelo à placa após a soldagem. Esse tipo de ligação pode ser encontrada em resistores, diodos e capacitores.
Outro tipo de ligação é a radial, em que todos os condutores são colocados em apenas uma extremidade do componente, deixando-o “em pé” após a soldagem.
Também existe a ligação DIP (Dual In-Line Package), que consiste em duas linhas de múltiplos condutores. Amplamente utilizado na construção de CI’s (Circuitos Integrados).

## Vantagens
- Conexão mais resistente que a montagem superficial.
- Facilidade em prototipagem, trocas e testes.[2]
- Ligações Mecânicas Robustas[3]
- Ideais para Prototipagem e Depuração
- Fáceis de Testar

## Desvantagens
- Maior uso de espaço comparado a montagem superficial.
- Necessidade de montagem manual.[2]
- Menor Densidade de Componentes[3]
- Maiores Custos de Produção
- Processo de Fabrico com Uso Intensivo de Mão-de-Obra